# Tridactyle latifolia
Tridactyle latifolia är en orkidéart som beskrevs av Victor Samuel Summerhayes. Tridactyle latifolia ingår i släktet Tridactyle och familjen orkidéer. Inga underarter finns listade i Catalogue of Life.